# Dolcetto d’Asti
Dolcetto d’Asti ist ein italienischer Rotwein aus der Provinz Asti, Piemont. Das Gebiet um die Gemeinde Asti erhielt am 10. Juni 1974 den Status einer „kontrollierten Herkunftsbezeichnung“ (Denominazione di origine controllata – DOC), die zuletzt am 7. März 2014 aktualisiert wurde.

## Anbaugebiet
Für diese Denomination sind folgende Anbaugebiete zugelassen:
- in den gesamten Gemeindegebieten von Bubbio, Cassinasco, Castel Boglione, Castelletto Molina, Castel Rocchero, Cessole, Fontanile, Loazzolo, Maranzana, Mombaldone, Mombaruzzo, Monastero Bormida, Montabone, Olmo Gentile, Quaranti, Roccaverano, Rocchetta Palafea, S. Giorgio Scarampi, Serole, Sessame und Vesime

- in Teilen der Gemeinden Calamandrana, Canelli, Nizza Monferrato, die sich auf der orographisch rechten Seite des Belbo befinden.[2]

## Erzeugung
Der Dolcetto d’Asti wird zu 100 % aus der Rebsorte Dolcetto hergestellt und ist somit sortenrein. Wenn der Wein vor dem Verkauf mindestens ein Jahr (ab dem 1. Januar des auf die Ernte folgenden Jahres) gereift ist, darf er den Zusatz Superiore tragen.

## Beschreibung
Laut Denomination (Auszug):
- Farbe: lebendiges rubinrot
- Geruch: weinig, angenehm, charakteristisch
- Geschmack: trocken, samtig, ausgewogen, moderate Säure
- Alkoholgehalt: mindestens 11,5 % Vol., mit der Kennzeichnung Superiore 12,5 % Vol.
- Säuregehalt: mind. 5,0 g/l
- Trockenextrakt: mind. 21,0 g/l, mit der Kennzeichnung Superiore 22,0 g/l